# James Gordon Bennett
James Gordon Bennett (1 de septiembre de 1795 - 1 de junio de 1872) fue el fundador y editor del periódico New York Herald y una de las principales figuras de la historia de la industria periodística de Estados Unidos.
A lo largo del siglo XIX se hizo realidad el concepto de prensa como un negocio. Aparecieron una serie de diarios baratos con contenido popular. El New York Sun suele ser considerado como el genuino representante de esa primera prensa popular. Al mismo tiempo, fue Gordon Bennet uno de los más característicos periodistas de este tipo de prensa. Nació en Escocia pero su carrera periodística se desarrolló en Estados Unidos.
Su hijo James Gordon Bennett, Jr. (1841-1918), continuó su labor al frente del Herald, consolidando su expansión internacional.

## Trayectoria

### La creación del Herald
La creación del Herald y sus primeros años. Como corresponsal que había sido, Bennett aprendió a valorar las noticias como una mercancía atrayente, con la que se podía hacer negocio.
Su gran ilusión era crear una publicación en la que se aplicaran sus nuevas ideas de hacer periodismo. Fracasó dos veces, pero a la tercera consiguió que el Herald saliera a la calle. Lo fundó con un capital de 500 dólares y el crédito que le concedían los impresores de la publicación.
Su modelo de éxito sería el New York Sun, que se había caracterizado por un sensacionalismo informativo y un precio de centavo que iba a continuar Bennet.
El Heraldo se refería todos los días a los problemas que iban surgiendo, con un partidismo propio pero alejado de un grupo concreto. Fueron las informaciones sobre crímenes las que más atrajeron a los lectores. El tono de la publicación era desenfadado y sabía sacar partido de los acontecimientos intrascendentes para llenarlos de interés.
A partir de 1835, la tirada aumentó rápidamente. Los anuncios afluyeron en grandes cantidades, con lo que la rentabilidad parecía asegurada. Sin embargo, la fatalidad hizo que un incendio destruyera los talleres del periódico. Gracias al apoyo de amigos y nuevos créditos, Bennett conseguiría superar las dificultades y continuar con la buena marcha del diario.

### La guerra moral y las innovaciones periodísticas
Sin embargo tanto sensacionalismo no fue aceptado por los sectores neoyorquinos, que realmente veían al Herald como un peligro para sus propias publicaciones. Así, acusaban al Herald de sordidez e involucraron a los clérigos para que lo acusaran de blasfemo. Este hecho hizo que los anunciantes empezaran a retirar publicidad.
Así comenzaría una “guerra moral” contra la supuesta inmoralidad del Herald.
Bennett se enfrentó a esta situación enviando a sus mejores reporteros a recoger cualquier información de la actividad de la Iglesia, de tal forma que cubría de forma eficiente un sector de noticias que estaba bastante dejado, y que sirvió de pantalla frente a sus enemigos.
Así es como acabó la “guerra moral” que había supuesto una gran amenaza para el diario.

### Principios del quehacer informativo según Bennett
Tres principios decía Bennett, debía cumplir el quehacer informativo:
- Dar todas las noticias recientes, completas y veraces de todos los rincones del mundo.
- Comentar con claridad, libertad e independencia los acontecimientos del mundo que se iban desarrollando.
- Apoyar toda empresa que eleve la razón humana y que una a todas las naciones en el comercio y la civilización.

Además de las informaciones políticas, de sucesos y religión, también fue pionero en la información sobre deportes, cuando el resto de colegas no sabían el potencial que tenía esa clase de noticias.
También introdujo una novedad muy exitosa en el futuro: la edición dominical, un número especial para el lector de fin de semana.
Como otras aportaciones interesantes, Bennett se preocupaba por documentar las noticias (datos biográficos sobre personajes célebres...), y la importancia que concedía a las cartas enviadas por los lectores, que eran publicadas.
Comenzó también a utilizar métodos diversos para obtener informaciones, hizo uso de palomas mensajeras y fue incorporando los adelantos en el transporte y la comunicación: barco de vapor, ferrocarril, o el telégrafo eléctrico. Al mismo tiempo, reunió a los directores de los principales diarios para crear un sistema cooperativo, originando así la primera agencia de información de EE. UU., la Associated Press.

### Postura durante la Guerra de Secesión
El New York Morning Herald se posicionó siempre a favor de los derechos del sur, es decir, en contra de la abolición de la esclavitud. Naturalmente, esto ayudó a que los dirigentes sureños alabasen el periódico, así como un aumento de sus ventas en el sur.
Sin embargo, Bennett tuvo que apoyar a regañadientes a Lincoln tras abrirse las hostilidades, aunque continuó molesto y hostigó mucho a su gobierno.
El hecho de que el Herald fuera muy leído en Europa preocupaba a Lincoln. Era muy importante para él que los neutrales europeos tuviesen una fiel interpretación de los problemas norteños.
Tras la batalla de “Bull Run”, Bennett dio todo su apoyo a Lincoln. De todas formas, como antiguo simpatizante del sur, siguió criticando duramente al partido republicano.
Hay que destacar que el New York Morning Herald, fiel a su tradición, superó a sus rivales en la agresividad de las informaciones de la guerra, ya que envió a más de 40 corresponsales al campo de batalla. Uno de los reporteros más destacados fue Henry Hilgard, conocido como “Villard”, quien informó sobre los debates entre Lincoln y Douglas, convirtiéndose en uno de los mejores corresponsales de la época.
Últimos años y legado periodístico. Poco a poco, Bennett fue delegando sus tareas al editor, Hudson y a su hijo, James Gordon Bennett Jr.
Su hijo sería su sucesor, y a pesar de sus peculiares comportamientos y difícil carácter mantuvo al Herald en unos niveles de gran aceptación. Tuvo mucho que ver el equipo humano del diario, que había sido creado por su padre.
La consolidación de la empresa permitió al Herald ser el diario estadounidense más leído de Europa. De hecho aquí se encuentra una de las mayores aportaciones de Bennett Jr.: la edición internacional, editada en París, y que se convertiría en el International Herald Tribune, y que sigue saliendo en la actualidad, aunque dependiendo ahora del New York Times y el Washington Post. 
Los primeros años de esta publicación resultaron sumamente interesantes: eran los pioneros en mostrar los inventos y avances tecnológicos de la época, seguían la actividad financiera, los deportes e incluso publicaban guías turísticas para los visitantes de París.
Su desbordante personalidad marcó impronta en el diario y de hecho, tras su muerte, sólo subsistió dos años. En 1920 cambiaría de manos y funcionó con relativo éxito hasta el crack del 29. Desde entonces fue cambiando de manos hasta la actualidad, cuando lo compra el Washington Post.
Sin embargo, al año siguiente, el New York Times se une al Washington Post, así que entre los dos publican actualmente el International Herald Tribune.